# Internationale Dag ter Herinnering aan de Slavenhandel en de Afschaffing ervan
De Internationale Dag ter Herinnering aan de Slavenhandel en de Afschaffing ervan, ook wel Remembrance Day 1971 Haïti, is jaarlijks een internationale dag op 23 augustus die is ingesteld door UNESCO ter nagedachtenis aan de trans-Atlantische slavenhandel.
De datum is gekozen als herinnering van de avond van 22 augustus op 23 augustus 1791, toen in Santo Domingo een gewelddadige opstand begon die de aanzet gaf tot de afschaffing van de slavenhandel van Afrika naar Amerika. Uit Santo Domingo ontstonden later de landen Haïti en de Dominicaanse Republiek. De opstand werd geleid door de hogepriesters Boukman Dutty en Cécile Fatiman en kostte het leven van duizenden slaafgemaakten, slavenhouders en kolonisten. Om een militaire nederlaag te voorkomen werden de slaafgemaakten een kleine week later, op 29 augustus 1793, in vrijheid gesteld.
Door de invloed van de revolutie in Santo Domingo op de afschaffing in de 19e eeuw van uiteindelijk de gehele trans-Atlantische slavernij, besloot een samenwerkingsverband van landen in 1998 deze dag jaarlijks te herdenken. De VN hebben het initiatief opgepakt om er een internationale herinneringsdag van te maken waardoor mensen er wereldwijd aandacht aan schenken.
De afschaffing van de slavernij in het Koninkrijk der Nederlanden op 1 juli 1863, oftewel in Suriname en de Antillen, wordt jaarlijks op 1 juli herdacht.
Deze dag wordt in het Sranantongo aangeduid met Ketikoti (verbroken ketenen).
De Verenigde Naties kennen meer dan dertig herdenkingsdagen, waaronder ook de Internationale Dag van de Afschaffing van de Slavernij op 2 december.